# تومي هيل
تومي هيل (بالإنجليزية: Tommy Hill)‏ مواليد 9 فبراير 1985 في كنت، هو متسابق دراجات نارية بريطاني. نافس في بطولة العالم للسوبربايك وبطولة العالم للسوبرسبورت.

## وصلات خارجية
- تومي هيل على موقع WorldSBK.com (الإنجليزية)

- الموقع الإلكتروني